# Carl Gotthard von Bistram

Familienwappen der kurländischen Adelsfamilie von Bistram

Carl Gotthard Wilhelm Ernst von Bistram (* 10. Oktober 1777 in Sussey (Kurland); † 1. Mai 1841 in Mitau) war ein baltischer Freiherr, Jurist, Landespolitiker, Kanzler am kurländischen Oberhofgericht sowie kurländischer Konsistorialpräsident.

## Herkunft und Familie
Carl v. B. stammte aus der kurländischen Linie des baltischen Adelsgeschlechts von Bistram. Sein Vater war Leonard Karl von Bistram († 1792), Herr auf Baltensee im Herzogtum Kurland und Semgallen, der mit Agnesa Elisabeth von Plater aus dem Hause Baltensee († 1792) verheiratet war. Im Jahre 1804 heiratete Carl die Freifrau Apollonia von Engelhardt, ihr Vater war ebenfalls Oberrat von Selburg war.

### Haus Sussey
Carl Gotthard Wilhelm Ernst (* 1777 in Sussey; † 1841 in Mitau) ⚭ 1804 Appolonia Baroness von Engelhard (1789–1870)
- Richard Georg (* 1805 in Jakobstadt; † 1875 in Mitau), Herr auf Pahzen (Kurland) und Latwelischek (Litauen), Oberhofsgerichts-Advokat ⚭ Louise Schiemann (1812–1871)
- Georg Robert (* 1807 in Jakobstadt; † 1831 bei Kazimierz (Polen) gefallen)
- Elisabeth (1808–1885) ⚭ Heinrich von Timroth († 1848), russischer Generalleutnant
- Rodrigo von Bistram (* 1809 in Jakobstadt; † 1886 in Sankt Petersburg), General der Infanterie ⚭ 1. Catharina von Tornauw († 1861), 2. Marie von Hahn (1822–1900)
  - Nikolai Rodrigo (* 1849 in Sankt Petersburg; † 1913 in Grenztal) ⚭ Alexandrine von der Ropp (* 1863)
    - Roderich von Bistram (* 1886 in Grenztal; † 1968 in Neumünster), Landhauptmann im Kreis Lepel, Kreisadelsmarschall ⚭ Claudine von Behr (* 1883)
- Conrad von Bistram (* 1816 in Jakobstadt; † 1890 in Mitau), Oberhauptmann zu Selburg, Herr auf Groesen ⚭ Franziska von Pfeilitzer-Franck a.d.H. Strutteln (1827–1904)[2]

## Leben
Carl Gotthard v. B. studierte ab 1791 Rechtswissenschaft an der Academia Petrina in Mitau, 1794 setzte er sein Studium an der Alma Mater Lipsiensis und 1796 an der Georg-August-Universität Göttingen fort.
Nach dem abgeschlossenen Hochschulstudium wurde er 1798 Assessor am Hauptmannsgericht in Goldingen. Danach wurde er 1803 Assessor am Oberhauptmanns-Gericht in Tuckum. Von 1803 bis 1807 war er Hauptmann in Friedrichstadt, dann bis 1828 Selburgischer Oberhauptmann in Jakobstadt. 1828 wurde er Kanzler des Kurländischen Oberhofgerichts in Mitau und ab 1833 war er Präsident des Kurländischen Konsistoriums.